# Liste des OVW Television Champions
La liste des champions du OVW Television Championship, un championnat de catch, comporte 122 règnes, pour un total de 67 champions différents (le titre fut vacant 9 fois).

## Historique des règnes
| #   | Catcheur                                       | Règnes | Date              | Nombre de jours | Lieu                   | Événement                    | Notes |
| --- | ---------------------------------------------- | ------ | ----------------- | --------------- | ---------------------- | ---------------------------- | --- |
| 1   | Brent Albright                                 | 1      | 26 janvier 2005   | 112 jours       | Louisville, Kentucky   | TV Tapping                   | Bat Seth Skyfire pour devenir le premier champion. |
| —   | Vacant                                         | —      | 18 mai 2005       | 21              | Louisville, Kentucky   | TV Tapping                   | Titre déclaré vacant après qu'Albright gagne le OVW Heavyweight Championship. |
| 2   | Deuce Shade                                    | 1      | 8 juin 2005       | 14 jours        | Louisville, Kentucky   | TV Tapping                   | Bat Ken Doane dans une finale de tournoi. |
| 3   | Ken Doane                                      | 1      | 22 juin 2005      | 140 jours       | Louisville, Kentucky   | TV Tapping                   | |
| 4   | CM Punk                                        | 1      | 9 novembre 2005   | 56 jours        | Louisville, Kentucky   | TV Tapping                   | |
| 5   | Aaron Stevens                                  | 1      | 4 janvier 2006    | 63 jours        | Louisville, Kentucky   | TV Tapping                   | C'était à l'origine un match à trois entre CM Punk, Ken Doane et Brent Albright. Doane a été blessé pendant le match, ce qui a conduit que Stevens l'a remplacé.                                      |
| 6   | Seth Skyfire                                   | 1      | 8 mars 2006       | 168 jours       | Louisville, Kentucky   | TV Tapping                   | |
| 7   | Charles Evans                                  | 1      | 23 aout 2006      | 80 jours        | Louisville, Kentucky   | TV Tapping                   | |
| 8   | Devon Driscoll                                 | 1      | 11 octobre 2006   | 21 jours        | Louisville, Kentucky   | TV Tapping                   | |
| 9   | Charles Evans                                  | 2      | 1er novembre 2006 | 14 jours        | Louisville, Kentucky   | TV Tapping                   | |
| 10  | El Aero Fuego (auparavant appelé Seth Skyfire) | 2      | 15 novembre 2006  | 49 jours        | Louisville, Kentucky   | TV Tapping                   | |
| 11  | Eddie Kraven & Mike Kruel                      | 1      | 3 janvier 2007    | 21              | Louisville, Kentucky   | TV Tapping                   | Le partenaire de Kraven, Mike Kruel a également défendu le titre de Kraven pendant ce règne, en utilisant la règle Freebird.                                                                          |
| 12  | Boris Alexiev                                  | 1      | 24 janvier 2007   | 14 jours        | Louisville, Kentucky   | TV Tapping                   | Bat Mike Kruel. |
| 13  | Mike Kruel                                     | 1      | 7 février 2007    | 35 jours        | Louisville, Kentucky   | TV Tapping                   | |
| 14  | Boris Alexiev                                  | 2      | 14 mars 2007      | 3 jours         | Louisville, Kentucky   | TV Tapping                   | |
| 15  | Shawn Spears                                   | 1      | 17 mars 2007      | 111 jours       | Cincinnati, Ohio       | TV Tapping                   | |
| 16  | Cody Runnels                                   | 1      | 6 juillet 2007    | 7 jours         | Louisville, Kentucky   | TV Tapping                   | |
| 17  | Shawn Spears                                   | 2      | 13 juillet 2007   | 68 jours        | Louisville, Kentucky   | TV Tapping                   | |
| 18  | Ted "The Trailer" McNaler                      | 1      | 19 septembre 2007 | 35 jours        | Louisville, Kentucky   | TV Tapping                   | |
| 19  | Shawn Spears                                   | 3      | 24 octobre 2007   | 7 jours         | Louisville, Kentucky   | TV Tapping                   | |
| 20  | Colt Cabana                                    | 1      | 31 octobre 2007   | 14 jours        | Louisville, Kentucky   | TV Tapping                   | |
| 21  | James Curtis                                   | 1      | 14 novembre 2007  | 98 jours        | Louisville, Kentucky   | TV Tapping                   | |
| 22  | Jamin Olivencia                                | 1      | 20 février 2007   | 21 jours        | Louisville, Kentucky   | TV Tapping                   | |
| 23  | Joey Matthews                                  | 1      | 12 mars 2008      | 35 jours        | Louisville, Kentucky   | TV Tapping                   | |
| 24  | "Tubby" Tommy McNaler                          | 1      | 16 avril 2008     | 49 jours        | Louisville, Kentucky   | TV Tapping                   | |
| 25  | J.D. Michaels                                  | 1      | 4 juin 2008       | 74 jours        | Louisville, Kentucky   | TV Tapping                   | |
| —   | Vacant                                         | —      | 17 août 2008      | 17              | Louisville, Kentucky   | TV Tapping                   | — |
| 26  | Rudy Switchblade                               | 1      | 27 aout 2008      | 49 jours        | Louisville, Kentucky   | TV Tapping                   | Bat JD Micheals dans un 15 Foot Pole match. |
| 27  | Jamin Olivencia                                | 2      | 15 octobre 2008   | 0 jour          | Louisville, Kentucky   | TV Tapping                   | Titre confisqués par Switchblade à Jamin Olivencia en raison d'une blessure subie par JD Michaels. |
| 28  | Igotta Brewski                                 | 1      | 15 octobre 2008   | 42 jours        | Louisville, Kentucky   | TV Tapping                   | |
| 29  | Outlaw                                         | 1      | 26 novembre 2008  | 49 jours        | Louisville, Kentucky   | TV Tapping                   | Outlaw gagne le titre par forfait lorsque Brewski ne pouvait pas concurrencer en raison d'une attaque dans les coulisses.                                                                             |
| 30  | Johnny Punch                                   | 1      | 14 janvier 2009   | 21 jours        | Louisville, Kentucky   | TV Tapping                   | |
| 31  | Mike Mondo                                     | 1      | 4 février 2009    | 91 jours        | Louisville, Kentucky   | TV Tapping                   | |
| 32  | Jamin Olivencia                                | 3      | 6 mai 2009        | 7 jours         | Charlestown, Indiana   | TV Tapping                   | C'était un événement non télévisé. |
| 33  | El Rojo Uno                                    | 1      | 13 mai 2009       | 28 jours        | Louisville, Kentucky   | TV Tapping                   | |
| 34  | Jamin Olivencia                                | 4      | 10 juin 2009      | 42 jours        | Louisville, Kentucky   | TV Tapping                   | |
| 35  | Brent "Beef" Wellington                        | 1      | 22 juillet 2009   | 49 jours        | Louisville, Kentucky   | Futureshock                  | C'était un match Hair vs. Title match. |
| 36  | Moose                                          | 4      | 9 septembre 2009  | 7 jours         | Louisville, Kentucky   | TV Tapping                   | |
| —   | Vacant                                         | —      | 16 septembre 2009 | 9               | Louisville, Kentucky   | TV Tapping                   | Vacant après plusieurs interférence de Tilo & Taryn Shay |
| 37  | Kamikaze Kid                                   | 1      | 25 novembre 2009  | 63 jours        | Louisville, Kentucky   | TV Tapping                   | Bat Shiloh dans une finale de tournoi. |
| 38  | Asher Knight                                   | 1      | 27 janvier 2010   | 7 jours         | Louisville, Kentucky   | Surviving the Steel          | C'était un Steel cage match. |
| 39  | Kamikaze Kid                                   | 2      | 3 février 2010    | 14 jours        | Louisville, Kentucky   | TV Tapping                   | C'était un Three-Way match impliquant également Shiloh. |
| 40  | Shiloh                                         | 1      | 17 février 2010   | 7 jours         | Louisville, Kentucky   | TV Tapping                   | |
| 41  | Kamikaze Kid                                   | 3      | 24 février 2010   | 72 jours        | Louisville, Kentucky   | TV Tapping                   | Le titre revient à Kamikaze Kid parce que l'arbitre n'a pas été autorisé à être un arbitre dans le Kentucky.                                                                                          |
| 42  | Jamin Olivencia                                | 5      | 7 mai 2010        | 28 jours        | Louisville, Kentucky   | TV Tapping                   | |
| 43  | Ali                                            | 1      | 4 juin 2010       | 103 jours       | Louisville, Kentucky   | TV Tapping                   | |
| 44  | The Metal Master                               | 1      | 15 septembre 2010 | 49 jours        | Louisville, Kentucky   | TV Tapping                   | |
| 45  | Mohamad Ali Vaez (Auparavant appelé Ali)       | 2      | 3 novembre 2010   | 38 jours        | Louisville, Kentucky   | TV Tapping                   | |
| 46  | Alex Silva                                     | 1      | 11 décembre 2010  | 46 jours        | Louisville, Kentucky   | Saturday Night Special       | |
| 47  | Mohamad Ali Vaez                               | 3      | 26 janvier 2011   | 28 jours        | Louisville, Kentucky   | TV Tapping                   | |
| 48  | Rudy Switchblade                               | 2      | 23 février 2011   | 38 jours        | Louisville, Kentucky   | TV Tapping                   | |
| 49  | Muhammad Ali Vaez                              | 4      | 2 avril 2011      | 42 jours        | Louisville, Kentucky   | Saturday Night Special       | |
| 50  | Jamin Olivencia                                | 6      | 14 mai 2011       | 56 jours        | Louisville, Kentucky   | Saturday Night Special       | |
| 51  | Rudy Switchblade                               | 3      | 25 mai 2011       | 56 jours        | Louisville, Kentucky   | TV Tapping                   | |
| 52  | Paredyse (Auparavant appelé Kamikaze Kid)      | 4      | 20 juillet 2011   | 56 jours        | Louisville, Kentucky   | TV Tapping                   | |
| 53  | Adam Revolver                                  | 1      | 14 septembre 2011 | 7 jours         | Louisville, Kentucky   | TV Tapping                   | |
| 54  | Jason Wayne                                    | 1      | 21 septembre 2011 | 14 jours        | Louisville, Kentucky   | TV Tapping                   | Jason Wayne bat Adam Revolver dans lequel le OVW Heavyweight Championship étaient en jeu. |
| 55  | Rocco Bellagio                                 | 1      | 5 octobre 2011    | 35 jours        | Louisville, Kentucky   | TV Tapping                   | |
| 56  | Alex Silva                                     | 2      | 9 novembre 2011   | 7 jours         | Louisville, Kentucky   | TV Tapping                   | |
| 57  | Adam Revolver                                  | 2      | 16 novembre 2011  | 21 jours        | Louisville, Kentucky   | TV Tapping                   | |
| 58  | Ted McNaler                                    | 2      | 7 décembre 2011   | 14 jours        | Louisville, Kentucky   | TV Tapping                   | |
| 59  | Christopher Silvio                             | 1      | 21 décembre 2011  | 119 jours       | Louisville, Kentucky   | TV Tapping                   | |
| 60  | Mohamad Ali Vaez                               | 5      | 18 avril 2012     | 3 jours         | Louisville, Kentucky   | TV Tapping                   | |
| 61  | Rob Terry                                      | 1      | 21 avril 2012     | 4 jours         | Rio de Janeiro, Brésil | N/A                          | Titre qui n'a jamais réellement eu lieu et a été faite par la famille Vaez n'a pas avoir à faire face à Christopher Silvio dans un match de revanche.                                                 |
| 62  | Mohamad Ali Vaez                               | 6      | 25 avril 2012     | 38 jours        | Louisville, Kentucky   | TV Tapping                   | Terry a défendu avec succès son titre contre Christopher Silvio puis prévue afin de permettre à Vaez pour remporter le titre de retour.                                                               |
| 63  | Jamin Olivencia                                | 7      | 2 juin 2012       | 4               | Louisville, Kentucky   | Saturday Night Special       | |
| 64  | Mohamad Ali Vaez                               | 7      | 6 juin 2012       | 0               | Louisville, Kentucky   | TV Tapping                   | |
| —   | Vacant                                         | —      | 6 juin 2012       | —               | Louisville, Kentucky   | TV Tapping                   | Vaez a été dépouillé du titre parle le Conseiller d'administration Ken Wayne, après le match à cause de l'arbitre Chris Sharpe a aidé Vaez. OVW reconnaît cela comme un changement de titre officiel. |
| 65  | Mohamad Ali Vaez                               | 8      | 7 juillet 2012    | 18              | Louisville, Kentucky   | Saturday Night Special       | Bat Flash Flanagan. |
| 66  | Tony Gunn                                      | 1      | 25 juillet 2012   | 14 jours        | Louisville, Kentucky   | TV Tapping                   | Gagne le titre par forfait après que Rob Terry attaque Vaez. |
| 67  | Ryan Howe                                      | 1      | 8 août 2012       | 35 jours        | Louisville, Kentucky   | TV Tapping                   | C'était un Three-Way match impliquant également Rob Terry |
| 68  | Alex Silva                                     | 3      | 12 septembre 2012 | 35 jours        | Louisville, Kentucky   | TV Tapping                   | |
| 69  | Cliff Compton                                  | 1      | 17 octobre 2012   | 18              | Louisville, Kentucky   | TV Tapping                   | |
| —   | Vacant                                         | /      | 4 novembre 2012   | .3              | Louisville, Kentucky   | TV Tapping                   | Le Conseiller d'administration dépouille Compton du titre en raison de l'impossibilité de défendre en raison d'un blessure au pied.                                                                   |
| 70  | Joe Coleman                                    | 1      | 7 novembre 2012   | 24 jours        | Louisville, Kentucky   | TV Tapping                   | Bat James Thomas. |
| 71  | Jamin Olivencia                                | 8      | 1er décembre 2012 | 35 jours        | Louisville, Kentucky   | Saturday Night Special       | C'était un match sans disqualification. |
| 72  | Cliff Compton                                  | 2      | 5 janvier 2013    | 68 jours        | Louisville, Kentucky   | Saturday Night Special       | |
| 73  | Rockstar Spud                                  | 1      | 13 mars 2013      | 59 jours        | Louisville, Kentucky   | TV Tapping                   | |
| 74  | Randy Royal                                    | 1      | 11 mai 2013       | 53 jours        | Louisville, Kentucky   | War is Necessary             | |
| 75  | Dylan Bostic                                   | 1      | 3 juillet 2013    | 31 jours        | Louisville, Kentucky   | TV Tapping                   | |
| 76  | Flash Flanagan                                 | 1      | 3 août 2013       | 39 jours        | Louisville, Kentucky   | Saturday Night Special       | Bat Dylan Bostic et Rudy Switchblade. |
| 77  | Elijah Burke                                   | 1      | 11 septembre 2013 | 24 jours        | Louisville, Kentucky   | TV Tapping                   | |
| 78  | Shiloh Jonze                                   | 2      | 5 octobre 2013    | 46 jours        | Louisville, Kentucky   | Saturday Night Special       | [ 1 ] |
| 79  | Paredyse                                       | 5      | 20 novembre 2013  | 45 jours        | Louisville, Kentucky   | TV Tapping                   | [ 2 ] |
| 80  | Melvin Maximus                                 | 1      | 4 janvier 2014    | 131             | Louisville, Kentucky   | Saturday Night Special       | [ 3 ] |
| 81  | Adam Revolver                                  | 3      | 15 mai 2014       | 6               | Louisville, Kentucky   | TV Tapping                   | [ 3 ] |
| 82  | Melvin Maximus                                 | 2      | 21 mai 2014       | 21              | Louisville, Kentucky   | TV Tapping                   | [ 4 ] |
| 83  | Adam Revolver                                  | 4      | 11 juin 2014      | 52              | Louisville, Kentucky   | TV Tapping                   | [ 5 ] |
| 84  | Michael Hayes                                  | 1      | 2 août 2014       | 18              | Louisville, Kentucky   | Saturday Night Special       | [ 6 ] |
| 85  | Adam Revolver                                  | 5      | 20 août 2014      | 17              | Louisville, Kentucky   | TV Tapping                   | [ 7 ] |
| 86  | Michael Hayes                                  | 2      | 6 septembre 2014  | 32              | Louisville, Kentucky   | Saturday Night Special       | [ 8 ] |
| 87  | Chris Silvio                                   | 2      | 8 octobre 2014    | 24              | Louisville, Kentucky   | TV Tapping                   | [ 9 ] |
| 88  | Michael Hayes                                  | 3      | 1er novembre 2014 | 49              | Louisville, Kentucky   | Saturday Night Special       | [ 10 ] |
| 89  | Drapper Dan                                    | 1      | 20 décembre 2014  | 49              | Louisville, Kentucky   | TV Tapping                   | [ 11 ] |
| 90  | Rump Thump                                     | 1      | 7 février 2015    | 18              | Louisville, Kentucky   | Saturday Night Special       | [ 12 ] |
| 91  | Adam Revolver                                  | 6      | 25 février 2015   | 38              | Louisville, Kentucky   | TV Tapping                   | [ 13 ] |
| 92  | Ryan Howe                                      | 2      | 4 avril 2015      | 35              | Louisville, Kentucky   | Saturday Night Special       | [ 14 ] |
| 93  | Adam Revolver                                  | 7      | 9 mai 2015        | 18              | Louisville, Kentucky   | Saturday Night Special       | [ 15 ] |
| —   | Vacant                                         | —      | 27 mai 2015       | 9               | Louisville, Kentucky   | TV Tapping                   | Laissé vacant par Danny Davis après que Revolver a attrapé Jessie Belle |
| 94  | Ryan Howe                                      | 3      | 6 juin 2015       | 18              | Louisville, Kentucky   | Saturday Night Special       | [ 17 ] |
| 95  | Randy Royal                                    | 2      | 24 juin 2015      | 21              | Louisville, Kentucky   | TV Tapping                   | [ 18 ] |
| 96  | Dylan Bostic                                   | 2      | 15 juillet 2015   | 7               | Louisville, Kentucky   | TV Tapping                   | [ 19 ] |
| —   | Vacant                                         | —      | 22 juillet 2015   | 0               | Louisville, Kentucky   | TV Tapping                   | Vacant en raison d'une blessure |
| 97  | Randy Royal                                    | 3      | 22 juillet 2015   | 77              | Louisville, Kentucky   | TV Tapping                   | Bat Erick Locker et Adam Wyld |
| 98  | Mitch Huff                                     | 1      | 7 octobre 2015    | 21              | Louisville, Kentucky   | OVW TV Tapings               | |
| 99  | Devin Driscoll                                 | 2      | 28 octobre 2015   | 129             | Louisville, Kentucky   | OVW TV Tapings               | |
| 100 | Big Jon                                        | 1      | 5 mars 2016       | 46              | Louisville, Kentucky   | Saturday Night Special       | |
| #   | Vacant                                         | -      | 20 avril 2016     | -               | Louisville, Kentucky   | OVW TV Tapings               | Vacant après que Big Jon ait remporté le championnat poids-lourds. |
| 101 | Bud Dwight                                     | 1      | 14 mai 2016       | 18              | Louisville, Kentucky   | Saturday Night Special       | Il bat Tony Gunn en finale d'un tournoi. |
| 102 | Tony Gunn                                      | 2      | 1er juin 2016     | 77              | Louisville, Kentucky   | OVW TV Tapings               | |
| 103 | Bud Dwight                                     | 2      | 17 août 2016      | 28              | Louisville, Kentucky   | OVW TV Tapings               | |
| #   | Vacant                                         | -      | 14 septembre 2016 | -               | Louisville, Kentucky   | OVW TV Tapings               | Vacant après que Bud Dwight se soit blessé à l'épaule. |
| 104 | Tyler Matrix                                   | 1      | 17 septembre 2016 | 18              | Elizabethtown, KY      | Live Event                   | Il bat Justin Smooth en finale d'un tournoi. |
| 105 | Trevor Steele                                  | 1      | 5 octobre 2016    | 42              | Louisville, Kentucky   | OVW TV Tapings               | |
| 106 | Tyler Matrix                                   | 2      | 16 novembre 2016  | 70              | Louisville, Kentucky   | OVW TV Tapings               | C'était un 6-man scramble ladder match incluant également Diamond, Justin Smooth, Robbie Walker et Tony Gunn.                                                                                         |
| 107 | Robbie Walker                                  | 1      | 25 janvier 2017   | 38              | Louisville, Kentucky   | OVW TV Tapings               | C'était un fatal 4 way match incluant aussi Big Zo et Stuart Miles. |
| 108 | Reverend Stuart Miles                          | 1      | 4 mars 2017       | 70              | Louisville, Kentucky   | Saturday Night Special       | |
| 109 | Jade Dawson                                    | 1      | 13 mai 2017       | 32              | Louisville, Kentucky   | Saturday Night Special       | |
| 110 | Reverend Stuart Miles                          | 2      | 14 juin 2017      | 17              | Louisville, Kentucky   | OVW TV Tapings               | |
| 111 | David Lee Lorenze III                          | 1      | 1er juin 2017     | 0               | Louisville, Kentucky   | Saturday Night Special       | C'était un triple threat match incluant aussi Jade Dawson. |
| 112 | Big Zo                                         | 1      | 1er juin 2017     | 35              | Louisville, Kentucky   | Saturday Night Special       | Big Zo encaisse son Golden Ticket. |
| 113 | David Lee Lorenze III                          | 2      | 5 août 2017       | 49              | Louisville, Kentucky   | Saturday Night Special       | |
| 114 | Reverend Stuart Miles                          | 3      | 23 septembre 2017 | 14              | Louisville, Kentucky   | Matt Cappotelli Benefit Show | C'était un Eight Man Ladder match incluant aussi Adam Slade, Kevin Giza, KTD, Logan James, Paredyse & Paul Burchill.                                                                                  |
| 115 | Logan James                                    | 1      | 7 octobre 2017    | 4               | Louisville, Kentucky   | Saturday Night Special       | C'était un fatal 4 way match inclant aussi David Lee Lorenze III et Randall Floyd |
| 116 | Randall Floyd                                  | 1      | 11 octobre 2017   | 7               | Louisville, Kentucky   | OVW TV Tapings               | |
| 117 | Logan James                                    | 2      | 18 octobre 2017   | 7               | Louisville, Kentucky   | OVW TV Tapings               | |
| 118 | Randall Floyd                                  | 2      | 25 octobre 2017   | 101             | Louisville, Kentucky   | OVW TV Tapings               | |
| 119 | Logan James                                    | 3      | 3 février 2018    | 130             | Louisville, Kentucky   | Saturday Night Special       | C'était un Titre vs Carrière match. |
| 120 | Sam Thompson                                   | 1      | 13 juin 2018      | 35              | Louisville, Kentucky   | OVW TV Tapings               | |
| 121 | Billy O                                        | 3      | 18 juillet 2018   | 57              | Louisville, Kentucky   | OVW TV Tapings               | |
| 122 | KTD                                            | 1      | 12 septembre 2018 | 1+              | Louisville, Kentucky   | OVW TV Tapings               | [ 21 ] |

## Liste des règnes combinés
| Rang | Catcheurs             | Nombre de règnes | Jours combinés |
| ---- | --------------------- | ---------------- | -------------- |
| 1    | Ali/Mohamad Ali Vaez  | 8                | 270            |
| 2    | Kamikaze Kid/Paredyse | 5                | 250            |
| 3    | Seth Skyfire          | 2                | 217            |
| 4    | Shawn Spears          | 3                | 186            |
| 5    | Adam Revolver         | 7                | 159            |
| 6    | Melvin Maximus        | 2                | 152            |
| 7    | Randy Royal           | 3                | 151            |
| 8    | Devin Driscoll        | 2                | 150            |
| 9    | Jamin Olivencia       | 8                | 148            |
| 10   | Rudy Switchblade      | 3                | 143            |
| 10   | Christopher Silvio    | 2                | 143            |
| 12   | Logan James           | 3                | 141            |
| 13   | Ken Doane             | 1                | 140            |
| 14   | Brent Albright        | 1                | 112            |
| 15   | Randall Floyd         | 2                | 108            |
| 16   | Reverend Stuart Miles | 3                | 101            |
| 17   | Michael Hayes         | 3                | 99             |
| 18   | James Curtis          | 1                | 98             |
| 19   | Tony Gunn             | 2                | 91             |
| 19   | Mike Mondo            | 1                | 91             |
| 21   | Alex Silva            | 3                | 88             |
| 21   | Ryan Howe             | 3                | 88             |
| 21   | Tyler Matrix          | 2                | 88             |
| 24   | Cliff Compton         | 2                | 85             |
| 25   | J.D. Michaels         | 1                | 74             |
| 26   | Charles Evans         | 2                | 63             |
| 26   | Aaron Stevens         | 1                | 63             |
| 28   | Rockstar Spud         | 1                | 59             |
| 29   | Mike Kruel            | 2                | 56             |
| 29   | CM Punk               | 1                | 56             |
| 31   | Shiloh Jonze          | 2                | 53             |
| 32   | David Lee Lorenze III | 2                | 49             |
| 32   | Ted McNaler           | 2                | 49             |
| 32   | Brent Wellington      | 1                | 49             |
| 32   | Dapper Dan            | 1                | 49             |
| 32   | Outlaw                | 1                | 49             |
| 32   | The Metal Master      | 1                | 49             |
| 32   | Tommy McNaler         | 1                | 49             |
| 39   | Bud Dwight            | 2                | 46             |
| 39   | Big Jon               | 1                | 46             |
| 41   | Billy O               | 1                | 57             |
| 42   | Igotta Brewski        | 1                | 42             |
| 42   | Trevor Steele         | 1                | 42             |
| 44   | Flash Flanagan        | 1                | 39             |
| 45   | Dylan Bostic          | 2                | 38             |
| 45   | Robbie Walker         | 1                | 38             |
| 47   | Big Zo                | 1                | 35             |
| 47   | Joey Matthews         | 1                | 35             |
| 47   | Rocco Bellagio        | 1                | 35             |
| 47   | Sam Thompson          | 1                | 35             |
| 51   | Jade Dawson           | 1                | 32             |
| 52   | El Rojo Uno           | 1                | 28             |
| 53   | Elijah Burke          | 1                | 24             |
| 53   | Joe Coleman           | 1                | 24             |
| 55   | Eddie Kraven          | 1                | 21             |
| 55   | Johnny Punch          | 1                | 21             |
| 55   | Mitch Huff            | 1                | 21             |
| 58   | Rump Thump            | 1                | 18             |
| 59   | Boris Alexiev         | 2                | 17             |
| 60   | Colt Cabana           | 1                | 14             |
| 60   | Deuce Shade           | 1                | 14             |
| 60   | Jason Wayne           | 1                | 14             |
| 63   | Asher Knight          | 1                | 7              |
| 63   | Cody Runnels          | 1                | 7              |
| 63   | Moose                 | 1                | 7              |
| 66   | Rob Terry             | 1                | 4              |
| 67   | KTD                   | 1                | 1+             |